# 양산 법천사 묘법연화경 권1·2
양산 법천사 묘법연화경 권1·2(梁山 法泉寺 妙法蓮華經 卷一·二)은 대한민국 경상남도 양산시 법천사에 있는 조선시대의 불경이다. 2011년 4월 28일 경상남도의 문화재자료 제528호로 지정되었다.

## 참고 자료
- 양산 법천사 묘법연화경 권1·2 - 국가유산청 국가유산포털